# Lutjanus boutton
Espèce
Lutjanus boutton est une espèce de poissons de la famille des Lutjanidae que l'on rencontre dans le Pacifique ouest.

## Noms vernaculaires
- Vivaneau des Moluques ;
- Jaunet (Nouvelle-Calédonie).

## Description
D'une taille maximale de 35 cm, Lutjanus boutton est d'une teinte variant du rose au rougeâtre avec le ventre blanc. Habituellement, une série de 10 à 12 rayures marquent ses flancs. Quelques spécimens présentent une tache noire sur le dos.

## Habitat
Lutjanus boutton est un poisson de récif.

## Régime alimentaire
Il se nourrit de poissons, crevettes, crabes et autres crustacés, céphalopodes et de plancton.